# Adelophryne gutturosa
Adelophryne gutturosa е вид земноводно от семейство Eleutherodactylidae. Видът е незастрашен от изчезване.

## Разпространение
Разпространен е в Бразилия, Венецуела, Гвиана, Суринам и Френска Гвиана.

## Описание
Популацията на вида е стабилна.